# Higashi, Niigata
Higashi (東区 Higashi-ku) là quận thuộc thành phố Niigata, tỉnh Niigata, Nhật Bản. Tính đến ngày 1 tháng 10 năm 2020, dân số ước tính của quận là 134.446 người và mật độ dân số là 3.500 người/km2. Tổng diện tích của quận là 38,62 km2.

## Địa lý

### Đô thị lân cận
- Niigata
  - Niigata
    - Kita, Niigata
    - Kōnan, Niigata
    - Chūō, Niigata